# Copa Trasandina (fútbol)
La Copa Trasandina, conocida también como Copa Andina o Copa de Campeones Trasandinos, fue una final internacional de fútbol de carácter profesional y fue disputada con interrupciones entre 1988 y 1996, en la cual competían el campeón nacional de la Primera División de Argentina y el campeón nacional de la Primera División de Chile. Consistía de dos encuentros: uno en Argentina y otro en Chile, respectivamente. También se disputaba con motivo de la celebración del título nacional de alguno de los equipos participantes.

## Copa Trasandina 1988
El 4 de septiembre se enfrentaron el entonces campeón nacional chileno de la Primera División de 1987, Universidad Católica, que inauguraba su estadio, y River Plate de Argentina.
| Inauguración de estadio 1988; 4 de septiembre de 1988 | Universidad Católica | 0:1 | River Plate | Estadio San Carlos de Apoquindo, Las Condes (Chile) |                                 |
|                                                       |                      |     | 75' Borghi  | Asistencia: 12.000 espectadores                     | Asistencia: 12.000 espectadores |

### Campeón
| Argentina           |
| Campeón River Plate |

## Copa Trasandina 1992
La edición consistió en dos encuentros entre el campeón nacional chileno de la Primera División de 1991, Colo-Colo, y el campeón nacional argentino del Torneo de Apertura 1991, River Plate.
El partido de ida, disputado el 3 de febrero en el Estadio Monumental de Santiago, lo ganó Colo-Colo por 1-0, mientras que el partido de vuelta, disputado el 25 de febrero en el Estadio Monumental Antonio Vespucio Liberti de Buenos Aires, lo ganó River Plate por 1-0.
Al terminar empatados 1-1 en el marcador global, el partido se resolvió mediante definición a penales, en los cuales, River Plate ganó por 5-4, obteniendo así su segundo título de la Copa Trasandina, aunque el primero con ese nombre y siendo ambos equipos campeones.
| Copa Trasandina 1992 Partido de ida; 3 de febrero de 1992 | Colo-Colo          | 1:0 | River Plate | Estadio Monumental, Macul, Santiago (Chile) |                                 |
|                                                           | Pizarro 67' (pen.) |     |             | Asistencia: 37.064 espectadores             | Asistencia: 37.064 espectadores |

| Copa Trasandina 1992 Partido de vuelta; 25 de febrero de 1992 | River Plate                                           | 1:0 (0:0) (5:4 p.)         | Colo-Colo                                         | Estadio Monumental Antonio Vespucio Liberti, Buenos Aires (Argentina) |  |
|                                                               | Zapata 4'                                             |                            |                                                   |                                                                       |  |
|                                                               |                                                       | Tiros desde el punto penal |                                                   |                                                                       |  |
|                                                               | Guillermo Rivarola · Spontón · Díaz · Silvani · Claut |                            | Borghi · De Luca · González · Adomaitis · Vilches |                                                                       |  |

### Campeón
| Argentina           |
| Campeón River Plate |

## Copa Andina 1993
La edición consistió en dos encuentros entre Boca Juniors, que celebraba el título nacional argentino del Torneo de Apertura 1992, y Colo-Colo de Chile.
El partido de ida, disputado el 14 de abril en el Estadio Monumental de Santiago, lo ganó Boca Juniors por 1-0, mientras que el partido de vuelta, disputado el 22 de abril en el Estadio Alberto J. Armando de Buenos Aires, nuevamente lo ganó Boca Juniors, por 3-0.
Boca Juniors ganó por 4-0 en el marcador global, obteniendo así su primer título de la Copa Trasandina.
| Copa Andina 1993 Partido de ida; 14 de abril de 1993 | Colo-Colo | 0:1 (0:0) | Boca Juniors | Estadio Monumental, Macul, Santiago (Chile) |                          |
|                                                      |           |           | 58' Acosta   | Árbitro(s): Víctor Ojeda                    | Árbitro(s): Víctor Ojeda |

| Copa Andina 1993 Partido de vuelta; 22 de abril de 1993 | Boca Juniors                    | 3:0 (2:0) | Colo-Colo | Estadio Alberto J. Armando, Buenos Aires (Argentina) |                                |
|                                                         | Martínez 17' (21) · Saturno 64' |           |           | Árbitro(s): Francisco Lamolina                       | Árbitro(s): Francisco Lamolina |

### Campeón
| Argentina            |
| Campeón Boca Juniors |

## Copa Trasandina 1995 (primera edición)
La edición consistió en dos encuentros entre el campeón nacional argentino del Torneo de Clausura 1995, San Lorenzo, y el campeón nacional chileno de la Primera División de 1994, Universidad de Chile.
El partido de ida, disputado el 17 de septiembre en el Estadio Pedro Bidegain de Buenos Aires, lo ganó Universidad de Chile por 4-0, mientras que el partido de vuelta, disputado el 31 de octubre en el Estadio Nacional de Chile, nuevamente lo ganó Universidad de Chile, por 2-1.
Universidad de Chile ganó por 6-1 en el marcador global, obteniendo así su primer título de la Copa Trasandina.
| Copa Trasandina 1995 I edición Partido de ida; 17 de septiembre de 1995 | San Lorenzo | 0:4 (0:2) | Universidad de Chile                       | Estadio Pedro Bidegain, Buenos Aires (Argentina)            |                                                             |
|                                                                         |             |           | 28', 60' Goldberg · 35' Ibáñez · 90' Cofré | Asistencia: 5.000 espectadores Árbitro(s): Javier Castrilli | Asistencia: 5.000 espectadores Árbitro(s): Javier Castrilli |
| 21' Netto (San Lorenzo).                                                |             |           |                                            |                                                             |                                                             |

| Copa Trasandina 1995 I edición Partido de vuelta; 31 de octubre de 1995 | Universidad de Chile     | 2:1 (1:0) | San Lorenzo de Almagro | Estadio Nacional, Ñuñoa, Santiago (Chile)                 |                                                           |
|                                                                         | Mardones 17' · Salas 63' |           | 56' Netto              | Asistencia: 20.000 espectadores Árbitro(s): Mario Sánchez | Asistencia: 20.000 espectadores Árbitro(s): Mario Sánchez |

### Campeón
| Argentina                    |
| Campeón Universidad de Chile |

## Copa Trasandina 1995 (segunda edición)
La edición consistió en un encuentro entre Universidad de Chile, que celebraba el título nacional chileno de la Primera División de 1995, y Boca Juniors de Argentina.
El partido, disputado el 12 de diciembre de 1995 en el Estadio Nacional de Chile, lo ganó Universidad de Chile por 4-2, obteniendo así su segundo título de la Copa Trasandina.
| Copa Trasandina 1995 II edición; 12 de diciembre de 1995, 20:30 | Universidad de Chile                                   | 4:2 (2:0) | Boca Juniors                | Estadio Nacional, Ñuñoa, Santiago (Chile)          |                                                    |
|                                                                 | Goldberg 19' · Rodríguez 30' · Salas 55' · Quiroga 82' |           | 46' Maradona · 58' Caniggia | Asistencia: 20.000 espectadores Árbitro(s): Robles | Asistencia: 20.000 espectadores Árbitro(s): Robles |

### Campeón
| Argentina                    |
| Campeón Universidad de Chile |

## Copa Trasandina 1996
La edición consistió en un encuentro entre Colo-Colo de Chile y Boca Juniors de Argentina.
El partido, disputado el 27 de marzo de 1996 en el Estadio Monumental de Santiago, terminó empatado 2-2 durante el tiempo reglamentario y se resolvió mediante definición a penales, en la cual, Colo-Colo ganó por 6-5, obteniendo así su primer título de la Copa Trasandina.
| Copa Trasandina 1996; 27 de marzo de 1996 | Colo-Colo                                                      | 2:2 (0:0) (6:5 p.)         | Boca Juniors                                                 | Estadio Monumental, Macul, Santiago (Chile)                |                                                            |
|                                           | Espina 21', 23'                                                |                            | 5' Scotto · 57' Arruabarrena                                 | Asistencia: 25.000 espectadores Árbitro(s): Eduardo Gamboa | Asistencia: 25.000 espectadores Árbitro(s): Eduardo Gamboa |
|                                           |                                                                | Tiros desde el punto penal |                                                              |                                                            |                                                            |
|                                           | Lobos · Espina · Ávila · Reyes · Fernández · Emerson · Alegría |                            | Pico · Verón · Fabbri · Basualdo · Giunta · Medero · Saldaña |                                                            |                                                            |

### Campeón
| Argentina         |
| Campeón Colo-Colo |

## Palmarés
| Año       | Campeón              | País      |
| --------- | -------------------- | --------- |
| 1988      | River Plate          | Argentina |
| 1992      | River Plate          | Argentina |
| 1993      | Boca Juniors         | Argentina |
| 1995 (I)  | Universidad de Chile | Chile     |
| 1995 (II) | Universidad de Chile | Chile     |
| 1996      | Colo-Colo            | Chile     |